# 누가 내 문을 두드리는가?
누가 내 문을 두드리는가?(Who's That Knocking At My Door?)는 미국에서 제작된 마틴 스콜세지 감독의 1967년 영화이다. 하비 케이틀 등이 주연으로 출연하였다.

## 출연

### 주연
- 하비 케이틀

### 조연
- 지나 베순
- 해리 노더프
- 캐서린 스콜세즈
- 마틴 스코세이지
- 앤 콜렛